# FK Berane
Fudbalski klub "Berane" (FK Berane; Berane, ćirilica Фудбалски Клуб Беране) je nogometni klub iz Berana, Crna Gora. 
 
U sezoni 2019./20. "Berane" je član "Treće crnogorske nogometne lige – Sjeverna regija".   

## O klubu
FK "Berane" je osnovan 1920. godine pod imenom "Njegoš". 1922. godine na skupštini je promijenjeno ime kluba u Građanski sport-klub "Budim Grad" (GSK "Budim Grad"). Sredinom 1920-ih je nanovo osnovan "Njegoš", koji se 1935. spojio s "Budim Gradom". Također je tih godina u Beranima bilo još nekoliko klubova koji su prestali s radom ili se spojili s "Budim Gradom", kao što su "Jedinstvo" ("Radnički"), "Balkan", "Hajduk" i "Jugoslavija". 
 
Za vrijeme Drugog svjetskog rata "Budim Grad" djeluje sporadično. Po završtku rata, 1945. godine grad Berane dobiva naziv Ivangrad po partizanskom zapovjedniku i narodnom heroju Ivanu Milutinoviću, a klub se na prvoj poslijeratnoj skupštini 1945., odnosno 1946. godine obnavlja pod imenom "Ika", u čast predratnog nogometaša Ilije Dimića – Ike. 
 
Kao "Ika" klub djeluje do 1949. godine, kada dolazi do preimenovanja u "Radnički" ("Radnički" Ivangrad), pod kojim nazivom djeluje do 1962. godine, kada dolazi do preimenovanja kluba u FK "Ivangrad" (povremeno navedn i kao OFK "Ivangrad"). Za vrijeme socijalističke Jugoslavije klub se pretežno natjecao u Republičkoj ligi Crne Gore uz izuetak sezona 1955./56. (2. zona – grupa B), 1983./84. – 1987./88. (2. savezna liga – Istok) i 1988./89. – 1990./91. (Međurepublička liga – Jug). Klub se također natjecao i Podsaveznoj ligi Bijelo Polje (kasnije Međupodsavezna liga Bijelo Polje, te Crnogorska regionalna liga – Sjever). 
 
Po raspadu SFRJ, 1992. godine gradu Ivangradu je vraćen stari naziv Berane, a "Ivangrad" se stoga od 1996. godine preimenuje u FK "Berane". 
 
U prvenstvima SRJ, odnosno Srbije i Crne Gore, "Berane" (do 1996. "Ivangrad") je bio član Međurepubličke (3. lige) – Jug, a potom pretežno Crnogorske republičke lige, uz izuzetak sezona od 1997./98. do 2000./01. kad su igrali u Drugoj ligi SRJ. 
 
Osamostaljenjem Crne Gore, 2006. godine, "Berane" je postalo član Prve crnogorske lige, iz koje je odmah ispao, te je narednih sezona pretežno član Druge crnogorske lige. U sezoni 2019./20. je prvi put po osamostaljenju Crne Gore trećeligaš, igrajući u "Trećoj crnogorskoj nogometnoj ligi – Sjeverna regija". 

## Stadion
FK "Berane" nastupa na "Gradskom stadionu" u Beranama (također poznat i pod nazivom "Stadion pod Bogavskim brdom") koji je otvoren 1981. godine. Nakon renovacije iz 2018. godine, kapacitet stadiona je 8.000 mjesta. Na stadionu nastupa i drugi klub iz Berana – "Radnički".

## Uspjesi

### Nakon 2006. (Crna Gora)
Druga crnogorska liga
- prvak: 2008./09.
- doprvak: 2013./14.

### Od 1991./92. do 2005./06. (SRJ / SiCG)
Crnogorska republička liga
- prvak: 1996./97., 2005./06.

Crnogorska regionalna liga – Sjever
- prvak: 2004./05.

### Od 1946. do 1991. (FNRJ / SFRJ)
Crnogorska republička liga
- prvak: 1951., 1982./83.
- trećeplasirani: 1952./53.

Podsavezna liga Bijelo Polje / Međuopćinska liga Bijelo Polje / Crnogorska regionalna liga – Sjever
- prvak: 1973./74., 1976./77., 1980./81.

Republički kup Crne Gore
- pobjednik: 1983./84.

## Pregled plasmana
| sezona    | rang lige | liga                                 | poz.   | klubova u ligi | ut     | pob    | ner    | por    | gol+   | gol-   | bod     | napomene                       | izvori |
| Berane    | Berane    | Berane                               | Berane | Berane         | Berane | Berane | Berane | Berane | Berane | Berane | Berane  | Berane                         | Berane |
| --------- | --------- | ------------------------------------ | ------ | -------------- | ------ | ------ | ------ | ------ | ------ | ------ | ------- | ------------------------------ | ------ |
| 2006./07. | I.        | 1. crnogorska liga                   | 12.    | 12             | 33     | 7      | 7      | 19     | 25     | 48     | 28      |                                |        |
| 2007./08. | II.       | 2. crnogorska liga                   | 4.     | 12             | 33     | 15     | 10     | 8      | 40     | 21     | 55      |                                |        |
| 2008./09. | II.       | 2. crnogorska liga                   | 1.     | 12             | 33     | 23     | 5      | 5      | 63     | 13     | 74      |                                | [ 1 ]  |
| 2009./10. | I.        | 1. crnogorska liga                   | 11.    | 12             | 33     | 8      | 6      | 19     | 28     | 49     | 30      | igrali kvalifikacije za 1. CFL | [ 2 ]  |
| 2010./11. | II.       | 2. crnogorska liga                   | 3.     | 12             | 33     | 15     | 6      | 12     | 46     | 32     | 51      | igrali kvalifikacije za 1. CFL | [ 3 ]  |
| 2011./12. | I.        | 1. crnogorska liga                   | 11.    | 12             | 33     | 8      | 5      | 20     | 32     | 54     | 28      | igrali kvalifikacije za 1. CFL | ,      |
| 2012./13. | II.       | 2. crnogorska liga                   | 7.     | 11 (12)        | 30     | 10     | 8      | 12     | 38     | 56     | 35 (-3) |                                | [ 5 ]  |
| 2013./14. | II.       | 2. crnogorska liga                   | 2.     | 12             | 33     | 17     | 6      | 10     | 53     | 37     | 57      | igrali kvalifikacije za 1. CFL | [ 6 ]  |
| 2014./15. | I.        | 1. crnogorska liga                   | 12.    | 12             | 33     | 3      | 4      | 26     | 25     | 78     | 13      |                                | [ 7 ]  |
| 2015./16. | II.       | 2. crnogorska liga                   | 5.     | 11 (12)        | 30     | 11     | 8      | 11     | 45     | 52     | 41      |                                | [ 8 ]  |
| 2016./17. | II.       | 2. crnogorska liga                   | 6.     | 11 (12)        | 30     | 12     | 8      | 10     | 46     | 43     | 41 (-3) |                                | [ 9 ]  |
| 2017./18. | II.       | 2. crnogorska liga                   | 6.     | 12             | 33     | 15     | 6      | 12     | 57     | 42     | 51      |                                | [ 10 ] |
| 2018./19. | II.       | 2. crnogorska liga                   | 10.    | 10             | 36     | 6      | 3      | 27     | 26     | 78     | 18 (-3) |                                | [ 11 ] |
| 2019./20. | III.      | 3. crnogorska liga – Sjeverna regija |        | 8              |        |        |        |        |        |        |         |                                |        |
|           |           |                                      |        |                |        |        |        |        |        |        |         |                                |        |
|           |           |                                      |        |                |        |        |        |        |        |        |         |                                |        |

## Unutrašnje poveznice
- Berane

## Vanjske poveznice
- int.soccerway.com, FK Berane
- worldfootball.net, FK Berane
- globalsportsarchive.com, FK Berane
- srbijasport.net, Berane
- sportdc.net, Berane
- transfermarkt.com, FK Berane